# Манагва
Манагва (шп. Managua, оригинално Leal Villa de Santiago de Managua) је главни град средњеамеричке државе Никарагва. По подацима из 2006, у граду живи 990.417 становника (1.671.759 у ширем подручју).
Град је основан 1819, а од 1858. је престоница земље. Снажни земљотреси су великим делом уништили овај град 1931. и 23. децембра 1972. Централни део града, познат као „Зона споменика“ (Area monumental), је у потпуности обновљен. Ту се налази катедрала, национална палата, Театар Рубен Дарио, и нова председничка палата.
Манагва је име добила по индијанском називу Mana-ahuac (језик наватл), што значи „Место поред велике воде“. Овај назив описује језеро Манагва, на чијој јужној обали се налази град, и друга језера и лагуне у близини.
Занимљивост везана за Манагву је да у њој улице немају имена.

## Етимологија
Постоје два могућа порекла за назив „Манагва“. Можда потиче од израза Мана-ахуак, што се на аутохтоном нахуатл језику преводи као „уз воду“ или место „окружено водом“. Или, можда потиче из језика Мангве, где је речено да манагва значи „место великог човека“ или „поглавица“. Становници града називају се манагвас или капиталинос.

## Историја

### Праисторија
Никарагву су насељавали Палеоамериканци још 12.000 година пре нове ере. Древни отисци стопала Асахуалинца су 2.100 година стари фосили откривени дуж обала језера Манагва. Остали археолошки докази, углавном у облику керамике и статуа од вулканског камена, попут оних пронађених на острву Запатера, и петроглифи пронађени на острву Ометепе, доприносе све већем познавању древне историје Никарагве.

### Оснивање
Основан као преколумбијски рибарски град, град је основан 1819. године и добио је име Леал Вила де Сантијаго де Манагва. Напори да Манагва постане главни град Никарагве започели су 1824. године, након што су централноамеричке државе формално стекле независност од Шпаније. Никарагва је постала независна држава 1838. године. Локација Манагве између супарничких градова Леона и Гранаде учинила ју је логичним компромисним местом. Отуда је Манагва званично изабрана за главни град нације 1852. године.
Између 1852. и 1930. године, Манагва је претрпела опсежну урбанизацију, поставши основа управљања, инфраструктуре и услуга. Град су омеле велике поплаве 1876. и 1885. године. Катастрофалан земљотрес 1931. године и велики пожар 1936. године уништили су већи део града. Под владавином Анастасија Сомозе Гарсије и његове породице (1936–1979), град је обновљен и почео је брзо да расте. Подигнуте су нове владине зграде, развијена је индустрија и основани универзитети. Развој града привукао је пажњу Ирвинга Филдса и Алберта Гамсеа, који су саставили музички комад о граду који је постао популаран четрдесетих година 20. века кроз наступе Фредија Мартина, Гуја Ломбарда и Кај Кисер.
Манагва је постала најразвијенији град Централне Америке. Данашње референце разликују Манагву пре 1970-их тако што је означавају као La Antigua Ciudad, што се на енглеском преводи у „Древни град“ или „Стари град“.

### 1970е
Напредак Манагве изненада се зауставио након што је 23. децембра 1972. претрпео други већи земљотрес који је уништио 90% центра града и усмртио више од 19 120 људи. Инфраструктура је озбиљно оштећена, а санација или рестаурација зграда била је готово немогућа.
У то време, ограничени ресурси Манагве морали су бити усмерени у друге сврхе пружања помоћи у случају катастрофе. Способност Манагве да се избори са катастрофом такође је била ограничена. Преживеле ватрогасне ескадриле и компаније хитне помоћи нису успеле да се носе са растућом потражњом за њиховим услугама. Неке зграде су изгореле до темеља, док су темељи других једноставно попустили. Није могао брзо да се обнови, град је упутио хитне раднике да брзо рашчисте већи део градских рушевина, сахрањујући покојнике у масовне гробнице. Срушене су резиденције, владине зграде и читаве авеније. Бежећи од центра града, жртве земљотреса нашле су уточиште на периферији града. Да би се увреда повредила, корупција у режиму Сомозе који је доделио део средстава за помоћ спречила је реконструкцију градског центра који је донекле изолован од остатка главног града.
Никарагванска револуција 1979. године за свргавање режима Сомозе и 11 година дуги рат из 1980-их додатно су разорили град и његову економију. Да ствар буде гора, серија природних катастрофа, укључујући ураган Мич 1998. године, отежала је економски опоравак.
Након победе на председничким изборима 1990. године, Национална опозициона унија озбиљно је започела обнову Манагве. Више од 300.000 Никарагванаца вратило се из иностранства доносећи своју стручност и потребан капитал. Предузећа су израсла, изграђени су нови стамбени пројекти и школе, аеродром је проширен и модернизован, проширене су улице, поправљени су старији тржни центри и изграђени нови, а зграде су очишћене. 2006. године, након што се Сандинистички фронт националног ослобођења вратио на власт, проширени су програми писмености, здравља и обнове.

### 21. век
Нове владине зграде, галерије, музеји, стамбене зграде, тргови, шеталишта, споменици, обиласци бродом језером Манагва, ресторани, ноћна забава и широке авеније оживели су део некадашње виталности центра Манагве. Комерцијалне активности су, међутим, и даље на ниском нивоу.
Стамбене и пословне зграде изграђене су на периферији града, на истим локацијама које су некада служиле као уточишта за оне који су остали без домова након земљотреса. Ови нагли крајеви забрињавали су владу због њихове непосредне близине језера Манагва. Изградњом новог канализационог система и преусмеравањем отпадних вода у ново постројење за пречишћавање воде у Лас Мерседесу у источној Манагви у мају 2009. године, решене су старе забринутости због загађења воде и аутохтоних дивљих животиња, а неки становници су се приближили старом градском језгру и остатак копна.

## Флора
Манагва се, због своје тропске климе, разнолике топографије, природно плодног тла и обилних кишних и водених извора, може похвалити великом разноликошћу флоре. Појављују се многе различите врсте дрвећа, од којих се нека не могу наћи нигде у свету, укључујући хиламате, сеибос, почотес, генизарос, тигуилотес, краљевске палме, пинуелас и мадронос (национално дрво Никарагве) који окружују град. Током кишне сезоне (од маја до новембра), Манагва постаје бујни град због многих палми, грмља и других биљака и дрвећа које доминирају изгледом града.

## Клима
Манагва, као и већина западне Никарагве, осим Сијере на југу, има тропску климу са константним температурама у просеку између 28 и 32 °C. Према Кепеновој класификацији климе, град има влажну и суву климу у тропским областима. Изразита сушна сезона постоји између новембра и априла, док се већина падавина прима између маја и октобра. Температуре су највише у марту, априлу и мају када сунце лежи директно изнад града, а летње падавине тек треба да почну. Земља проводи већи део године са јаким топлотним таласима и јарким сјајем сунца. Нема јесени или зиме, као што то имају друге земље на свету, напротив, као што је речено пре, има само две сезоне, суво и кишовито. Кишна сезона почиње средином маја до средине новембра. Сушна сезона почиње од средине новембра до средине маја. У то доба земља постаје сува, па чак и прашњава.
| Клима Манагве, Никарагва (екстреми 1952–садашњост) | Клима Манагве, Никарагва (екстреми 1952–садашњост) | Клима Манагве, Никарагва (екстреми 1952–садашњост) | Клима Манагве, Никарагва (екстреми 1952–садашњост) | Клима Манагве, Никарагва (екстреми 1952–садашњост) | Клима Манагве, Никарагва (екстреми 1952–садашњост) | Клима Манагве, Никарагва (екстреми 1952–садашњост) | Клима Манагве, Никарагва (екстреми 1952–садашњост) | Клима Манагве, Никарагва (екстреми 1952–садашњост) | Клима Манагве, Никарагва (екстреми 1952–садашњост) | Клима Манагве, Никарагва (екстреми 1952–садашњост) | Клима Манагве, Никарагва (екстреми 1952–садашњост) | Клима Манагве, Никарагва (екстреми 1952–садашњост) | Клима Манагве, Никарагва (екстреми 1952–садашњост) |
| Показатељ \ Месец                                  | .Јан.                                              | .Феб.                                              | .Мар.                                              | .Апр.                                              | .Мај.                                              | .Јун.                                              | .Јул.                                              | .Авг.                                              | .Сеп.                                              | .Окт.                                              | .Нов.                                              | .Дец.                                              | .Год.                                              |
| -------------------------------------------------- | -------------------------------------------------- | -------------------------------------------------- | -------------------------------------------------- | -------------------------------------------------- | -------------------------------------------------- | -------------------------------------------------- | -------------------------------------------------- | -------------------------------------------------- | -------------------------------------------------- | -------------------------------------------------- | -------------------------------------------------- | -------------------------------------------------- | -------------------------------------------------- |
| Апсолутни максимум, °C (°F)                        | 37,0 (98,6)                                        | 37,1 (98,8)                                        | 37,8 (100)                                         | 38,5 (101,3)                                       | 38,5 (101,3)                                       | 37,5 (99,5)                                        | 39,2 (102,6)                                       | 35,7 (96,3)                                        | 36,5 (97,7)                                        | 36,6 (97,9)                                        | 35,4 (95,7)                                        | 36,2 (97,2)                                        | 39,2 (102,6)                                       |
| Максимум, °C (°F)                                  | 31,0 (87,8)                                        | 32,1 (89,8)                                        | 33,6 (92,5)                                        | 34,3 (93,7)                                        | 34,0 (93,2)                                        | 31,4 (88,5)                                        | 30,9 (87,6)                                        | 31,4 (88,5)                                        | 30,3 (86,5)                                        | 30,8 (87,4)                                        | 30,6 (87,1)                                        | 30,8 (87,4)                                        | 31,8 (89,2)                                        |
| Просек, °C (°F)                                    | 26,3 (79,3)                                        | 27,2 (81)                                          | 28,5 (83,3)                                        | 29,3 (84,7)                                        | 29,3 (84,7)                                        | 27,2 (81)                                          | 26,8 (80,2)                                        | 27,2 (81)                                          | 26,8 (80,2)                                        | 26,5 (79,7)                                        | 26,3 (79,3)                                        | 26,2 (79,2)                                        | 27,3 (81,1)                                        |
| Минимум, °C (°F)                                   | 20,4 (68,7)                                        | 20,6 (69,1)                                        | 21,7 (71,1)                                        | 22,6 (72,7)                                        | 23,4 (74,1)                                        | 23,0 (73,4)                                        | 22,6 (72,7)                                        | 22,4 (72,3)                                        | 22,2 (72)                                          | 22,1 (71,8)                                        | 20,9 (69,6)                                        | 20,0 (68)                                          | 21,8 (71,2)                                        |
| Апсолутни минимум, °C (°F)                         | 15,0 (59)                                          | 15,2 (59,4)                                        | 17,2 (63)                                          | 19,0 (66,2)                                        | 16,0 (60,8)                                        | 20,0 (68)                                          | 20,0 (68)                                          | 19,0 (66,2)                                        | 15,0 (59)                                          | 17,0 (62,6)                                        | 15,0 (59)                                          | 16,2 (61,2)                                        | 15,0 (59)                                          |
| Количина кише, mm (in)                             | 9 (0,35)                                           | 5 (0,2)                                            | 3 (0,12)                                           | 8 (0,31)                                           | 130 (5,12)                                         | 224 (8,82)                                         | 144 (5,67)                                         | 136 (5,35)                                         | 215 (8,46)                                         | 280 (11,02)                                        | 42 (1,65)                                          | 8 (0,31)                                           | 1,204 (47,4)                                       |
| Дани са кишом (≥ 0.1 mm)                           | 4                                                  | 2                                                  | 2                                                  | 2                                                  | 10                                                 | 22                                                 | 20                                                 | 17                                                 | 20                                                 | 19                                                 | 10                                                 | 5                                                  | 133                                                |
| Релативна влажност, %                              | 69                                                 | 64                                                 | 62                                                 | 61                                                 | 70                                                 | 80                                                 | 79                                                 | 81                                                 | 82                                                 | 83                                                 | 78                                                 | 73                                                 | 73                                                 |
| Сунчани сати — месечни просек                      | 263,5                                              | 254,2                                              | 291,4                                              | 276,0                                              | 229,4                                              | 186,0                                              | 151,9                                              | 195,3                                              | 210,0                                              | 223,2                                              | 231,0                                              | 248,0                                              | 2.759,9                                            |
| Сунчани сати — дневни просек                       | 8,5                                                | 9,0                                                | 9,4                                                | 9,2                                                | 7,4                                                | 6,2                                                | 4,9                                                | 6,3                                                | 7,0                                                | 7,2                                                | 7,7                                                | 8,0                                                | 7,6                                                |
| Извор #1: Deutscher Wetterdienst                   |                                                    |                                                    |                                                    |                                                    |                                                    |                                                    |                                                    |                                                    |                                                    |                                                    |                                                    |                                                    |                                                    |
| Извор #2: Meteo Climat (record highs and lows)     |                                                    |                                                    |                                                    |                                                    |                                                    |                                                    |                                                    |                                                    |                                                    |                                                    |                                                    |                                                    |                                                    |

## Образовање
Манагва је национални образовни центар, у коме се налази већина престижних универзитета и високошколских установа у земљи. 2007. године, након успешне кампање описмењавања, градоначелник Манагве и партијске новине Сандиниста прогласиле су Манагву првим главним градом у Централној Америци који се ослободио неписмености. Систем високог образовања у Никарагви састоји се од 48 универзитета и 113 колеџа, струковних и техничких института који опслужују студенте у областима електронике, рачунарских система и наука, пољопривредне шуме, грађевине и услуга повезаних са трговином.
Образовни систем укључује 1 универзитет на енглеском језику акредитован од стране Сједињених Држава, 3 двојезична универзитетска програма, 5 двојезичних средњих школа и десетине института за енглески језик. 2005. готово 400 000 (7%) Никарагванаца има универзитетску диплому. 18% укупног буџета Никарагве улаже се у основно, средње и високо образовање. Институције на универзитетском нивоу чине 6% од 18%.

## Економија
Манагва је економско средиште и генератор услуга за већину нације. У граду, који броји више од милион становника, смештено је много великих националних и међународних предузећа. Дом је многих фабрика које производе разнолике производе.
Мултинационалне компаније као што су Волмарт, Телефоника, Унион Феноса и Пармалат имају своје канцеларије и операције у Манагви. Главни градски производи укључују пиво, кафу, фармацеутске производе, текстил, обућу, шибице, грађевинске производе итд. Њени главни трговински производи су говедина, кафа, памук и друге културе. Манагва је такође главно политичко, социјално, културно, образовно и економско средиште Никарагве. Истовремено, град опслужују Међународни аеродром Аугусто Ц. Сандино, примарни међународни улаз у земљи, и регионални аеродром Лос Брасилес и војна ваздухопловна база Пунта Хуете, недавно обновљени.
Манагва такође доживљава пораст цена некретнина, као и несташицу станова. Странци, углавном из англоамеричке Америке и Европе, постају заинтересовани за разматрање живота након пензионисања у Никарагви, јер су је медији спомињали у разним медијима због својих сигурносних перформанси на главним индексима и јефтиног начина живота за туристе.
Главном граду је такође потребан већи канцеларијски простор у центру Манагве, јер градска економија наставља да расте. Економисти предвиђају да ће се потражња за комерцијалним некретнинама повећати. Нове канцеларијске зграде граде се дуж Каретера, а Масаја и у окрузима Вила Фонтана. Најновија инаугурација је Едифисио Инверкаса.

## Оријентири

### Plaza de la Revolución
Plaza de la Revolución (Трг револуције), раније позната као Plaza de la República (Трг Републике), дом је историјског центра Манагве, смештеног на обали језера Ксолотлан. Трг је делимично обновљен, а многе старе зграде су обновљене. Неке од најважнијих зграда које су успеле да преживе земљотрес у Никарагви 1972. године укључују Катедралу де Сантиаго (катедрала Светог Јакова, у колоквијалном називу Стара катедрала), Национално позориште Рубен Дарио и Национална палата културе.
Унутар Трга револуције налази се Централни парк који садржи мноштво историјских споменика, од којих су неки посвећени националним херојима и песницима. Неке од њих укључују и централно смештену сеценсу у стилу Ар Деко, овенчану бело опраном голом музом, која има врхунску акустику. Ту је и биста професорке Јосефе Толедо де Агуери, која је била едукатор, филантроп, писац, друштвени активиста и једна од првих феминисткиња у Америци. Такође, гробница Карлоса Фонсеке, оснивача ФСЛН-а, коју чува вечни пламен.
Преко пута Централног парка, на северној страни, налази се парк и споменик Рубен Дарио, посвећен највећем песнику Никарагве и једној од најутицајнијих књижевних личности шпанског говорног подручја. То је неокласични споменик који се састоји од округлог постоља, на чијем је врху ограђена ограда око фонтане са гондолом испуњеном певајућим херувимима, а у средишту је стуб на врху са статуом Дарија обученом у римску тунику заштићен статуом анђела. Изграђен од карарског мермера, Даријов споменик један је од највећих у земљи. Ту је и парк посвећен гватемалском писцу Мигелу Ангел Астуриасу.

### Стара катедрала
Catedral de Santiago (катедрала Светог Јакова), позната и као Стара катедрала у Манагви, дизајнирали су белгијски архитекти, а гвожђе које је коришћено за обликовање језгра катедрале испоручено је из Белгије. Изградња је трајала од 1928. до 1938. године, надгледао је Пабло Дамбаш, који је био белгијски инжењер са пребивалиштем у Манагви. Архитекте је инспирисала црква Сен-Сулис у Паризу, Француској. Катедрала Светог Јакова постала је прва катедрала на западној хемисфери која је у потпуности изграђена од бетона на металном оквиру. Катедрала је преживела земљотрес 1931. године, али је тешко оштећена током земљотреса 1972. године, што је на крају довело до изградње нове катедрале смештене у другом делу Манагве. Чини се да је могућа обнова старе катедрале.

### Народно позориште Рубен Дарио
Народно позориште Рубен Дарио је најважније позориште у Никарагви и једно је од најмодернијих позоришта у Централној Америци. И домаћи и међународни уметници представљају емисије, концерте, изложбе и културне представе попут Ел Гвегвенсе, између осталог. Национално позориште је једна од ретких зграда која је преживела земљотрес 1972. године који је уништио 90% Манагве.

### Лагуна Тискапа
Лагуна Тискапа, смештена у оквиру природног резервата Лагуна Тискапа, налази се јужно од Историјског центра Манагве. До лагуне води Calle del Comercio  (Трговачка улица), која води до Monumento al Liberalismo (Споменик либерализму), коју је крајем 1930-их саградила Либерална странка у част председника Анастасија Сомозе Гарсије.
У близини се налази споменик Сандину који је силуета Аугуста Ц. Сандина, једног од националних хероја Никарагве. Споменик је висок 59 стопа. Споменик је предложио Ернесто Карденал, а штити га никарагванска војска. Споменик Сандино изграђен је на врху олупине старе председничке палате у мозарапском стилу, коју је председник Сакаса наручио крајем 1920-их, али коју је породица Сомоза дуго користила као своју личну резиденцију. Такође на усној рути Тискапе налази се Мазморас, затвор у којем су актуелни председник Данијел Ортега и многи други политички затвореници мучени током режима Сомозе.

## Култура
Манагва је културна престоница Никарагве, која се може похвалити са неколико ресторана, позоришта, музеја и неколико тржних центара. Град је такође дом многим заједницама имиграната и бивших породица из земаља, укључујући, али не ограничавајући се на Тајван, Кину, Немачку, Сједињене Државе, Палестину и земље Латинске Америке.
Манагва је дом годишњег избора за Мис Никарагве; то је национално такмичење за лепотицу Никарагве. Избор се традиционално одржава у Народном позоришту Рубен Дарио и одржава се од 1955.

## Гастрономија
Због утицаја имиграната и туриста, уобичајено је да се у Манагви проналазе специјалитети од хране из различитих регија Никарагве, заједно са међународним. Најчешће намирнице укључују пиринач, трпутац, пасуљ и сорте купуса и сирева. Постоји локална традиција производње сира и није необично срести пржени сир као прилог уз многа најпопуларнија јела, као што су пржени трпутац и гало пинто, регионално традиционално јело од пиринча и пасуља.
Манагва ужива у низу међународних кухиња, укључујући италијанске, шпанске и француске ресторане, као и многе азијске ресторане (јужнокорејски, кинески и тајвански). Престоница је такође упадљиво прошарана многим америчким ланцима ресторана попут Бургер Кинга, Пица Хата, Мекдоналдса, Папа Џона и Субвеја, који су настали од 1990-их. Постоје и локални и регионални ланци брзе хране, на пример Тип-Топ, Ростиполо и Поло Камперо.

## Фестивали
Најпознатији фестивал у Манагви је фестивал његовог заштитника Санто Доминга де Гузмана. Почиње ујутро 1. августа, када „Бајада дел Санто“ (шетање светитеља) укључује много радосних људи који шетају и носе стару статуу Санто Доминга из цркве Лас Сиеритас на југу Манагве у другу цркву преко града до север, на подручју уништеном земљотресом 1972. Овде остаје десет дана до јутра 10. августа, када „Субида дел Санто“ (ходање свеца) враћа статуу у цркву Лас Сиеритас, где остаје до краја године.
Хиљаде људи присуствују овом догађају који укључује плес, јело, пиће и корачнице музичких бендова, углавном за традиције које датирају из преколонијалних времена, или да би затражили лична чуда, обећали или захвалили светитељу. Током параде многи се облаче у типичне костиме, маске и сликају се. Међу осталим учесницима су и "каросас" (уметнички аутомобили и камиони) локалних пословних компанија, јахачи који долазе из Никарагве и других суседних држава Централне Америке да би показали своје коње, вештине и костиме јахача.

Још један фестивал који се одржава од 2003. године је карневал Алегриа пор ла Вида (Срећа за живот) који се слави у Манагви почетком месеца марта. Сваке године постоји другачији слоган или тема. Овај догађај се прославља дефилеима, пловацима, живом музиком, храном и плесом, као и маршем Карневалске краљице.

## Партнерски градови
- Тајпеј
- Каракас
- Рио де Жанеиро
- Амстердам
- Санто Доминго